# Jhen
Jhen, anciennement Xan, est une série de bande dessinée historique franco-belge créée par Jacques Martin (scénario) et Jean Pleyers (dessins), publiée entre 1978 et 1980  dans Tintin sous le titre Xan et éditée en album de 1984 en 1985 par les Éditions du Lombard, puis, depuis 1984, sous le titre Jhen directement en albums par Casterman qui publie à nouveau, sous le titre Jhen, les tomes 1 et 2 du Lombard en 1998.
La série est interrompue en 2000 après le tome 9 puis est reprise en 2008, Jacques Martin confiant le scénario à Hugues Payen, qui poursuit l'écriture de la série après la mort de Jacques Martin survenue en 2010 et écrit les tomes 10 à 13. C'est ensuite le tandem Jerry Frissen et Jean-Luc Cornette qui signe le scénario des tomes 14 à 16. Néjib signe le tome 17, puis Valérie Mangin, déjà scénariste de la série Alix Senator, écrit le tome 18.
Au dessin, Jean Pleyers poursuit toujours la série, en alternance avec Thierry Cayman qui dessine les tomes 10 et 12 puis Paul Teng qui dessine les tomes 15, 16 et 18.

## Historique de la publication
Lors de sa première apparition dans Tintin, le personnage s’appelait Xan Larc. À la suite du changement d’éditeur de Jacques Martin, la série n’a pas pu être poursuivie sous le titre Xan. En effet, si le personnage appartenait à son créateur, le copyright de la série était détenu par Le Lombard. l'auteur l’a donc rebaptisée Jhen.

## Description

### Synopsis
Le héros, Jhen Roque, est un jeune maître sculpteur (et aussi peintre) qui parcourt les routes de France à la fin de la guerre de Cent Ans ; le premier tome commence d'ailleurs par une tentative infructueuse pour sauver Jeanne d'Arc. Il croise le chemin de Gilles de Rais, dont il sera le seul ami mais qu’il ne pourra empêcher de sombrer dans la folie. Il rencontre également d’autres personnages historiques : le roi Charles VII, cynique mais habile politicien, et le dauphin Louis qui tient vraiment de son père.

### Personnages
Jhen Roque, anciennement Xan Larc

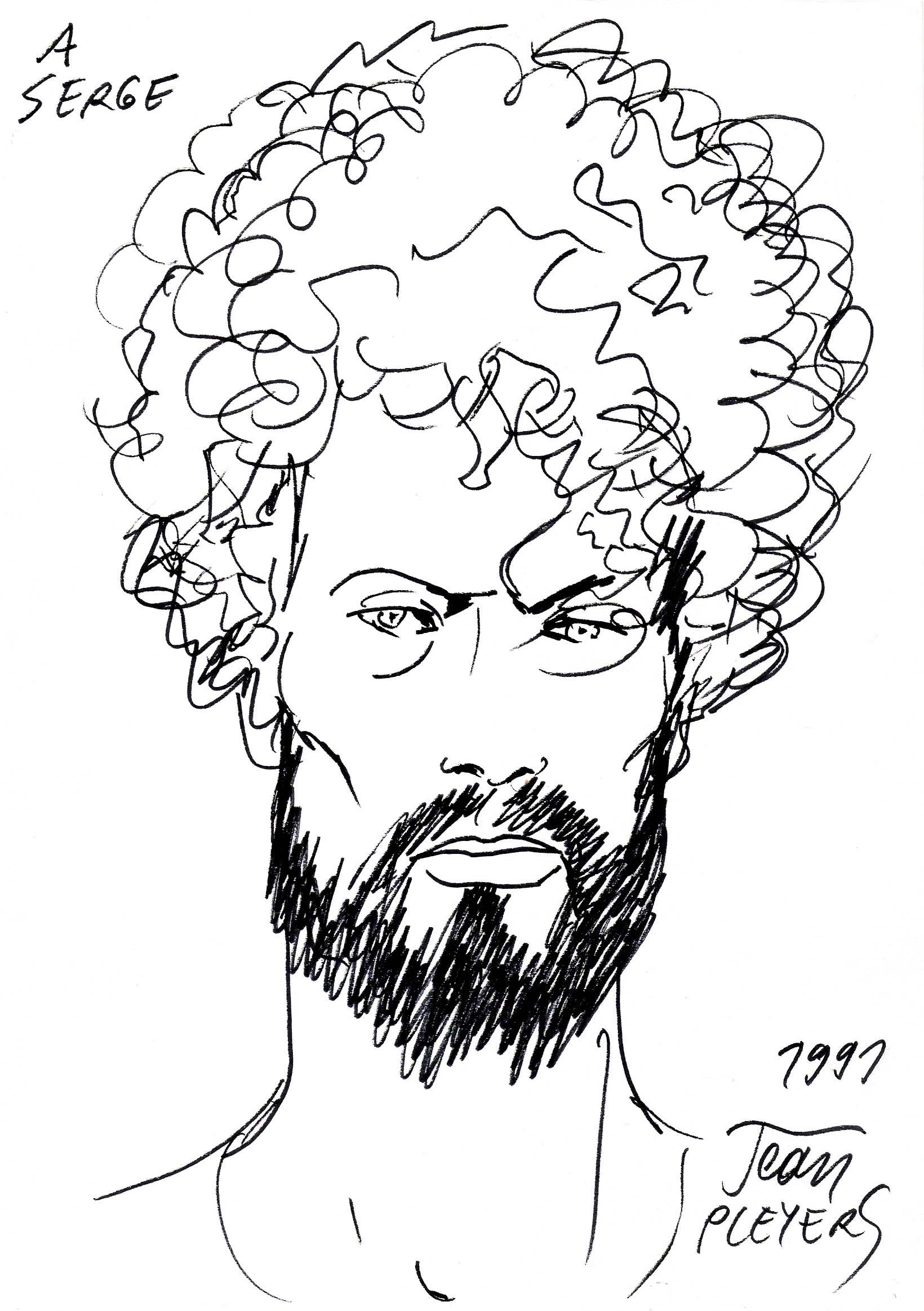
Gilles de Rais, personnage phare de la série Jhen (dédicace du dessinateur Jean Pleyers, 1991).

Jeanne d'Arc, anciennement Jehanne d'Arc
Gilles de RaisAmi de Jhen, malgré sa folie.

## Analyse
Le point commun de tous les récits est la folie des hommes aveuglés par l’or et le pouvoir, et, dans le cas de Gilles de Rais, la folie tout court. On peut y trouver une excellente peinture des mœurs, de l’art, des costumes, des armées du XVe siècle.

## Publications

### Revues
- Tintin

La série est publiée dans l'édition belge du no 33 du 15 août 1978 au no 18 du 29 avril 1980 et dans l'édition française du no 153 du 15 août 1978 au no 242 du 29 avril 1980

#### Tintinen Belgique
sous le titre de Xan
- L’Or de la mort, récit complet de 7 pages au no 33 du 15 août 1978[1]
- L’Or de la mort, 2e chapitre, récit complet de 6 pages au no 38 du 19 septembre 1978[1]
- L’Or de la mort, 3e chapitre, récit complet de 6 pages au no 43 du 24 octobre 1978[1]
- L’Or de la mort, 4e chapitre, récit complet de 7 pages au no 48 du 28 novembre 1978[1]
- L’Or de la mort, 5e chapitre, récit complet de 8 pages au no 52 du 26 décembre 1978[1]
- L’Or de la mort, 6e chapitre, récit complet de 6 pages au no 5 du 30 janvier 1979[5]
- L’Or de la mort, 7e chapitre, récit complet de 6 pages au no 9 du 27 février 1979[5]
- Jehanne de France, récit complet de 6 pages au no 7 du 12 février 1980[2]
- Jehanne de France, récit à suivre au no 18 du 29 avril 1980[2]

#### Tintinen France
sous le titre de Xan
- L’Or de la mort, récit complet de 7 pages au no 153 du 15 août 1978[3]
- L’Or de la mort, récit complet de 6 pages au no 158 du 19 septembre 1978[3]
- L’Or de la mort, récit complet de 6 pages au no 163 du 24 octobre 1978[3]
- L’Or de la mort, récit complet de 7 pages au no 168 du 28 novembre 1978[3]
- L’Or de la mort, récit complet de 8 pages au no 172 du 26 décembre 1978[3]
- L’Or de la mort, récit complet de 6 pages au no 177 du 30 janvier 1979[6]
- L’Or de la mort, récit complet de 6 pages au no 181 du 27 février 1979[6]
- Jehanne de France, récit à suivre du no 231 au no 242 du 29 avril 1980[4]

### Albums
sous le titre de Xan chez Le Lombard
- 1 L'Or de la mort, Éditions du Lombard, 1984
Scénario : Jacques Martin - Dessin : Jean Pleyers -  (ISBN 2-8036-0439-6)
- 2 Jehanne de France, Le Lombard, 1985
Scénario : Jacques Martin - Dessin : Jean Pleyers -  (ISBN 2-8036-0447-7)

sous le titre de Jhen chez Casterman
- 1 L'Or de la mort, Casterman, 1998
Scénario : Jacques Martin - Dessin : Jean Pleyers -  (ISBN 2-203-32207-1)
- 2 Jehanne de France, Casterman, 1998
Scénario : Jacques Martin - Dessin : Jean Pleyers -  (ISBN 2-203-32208-X)
- 3 Les Écorcheurs, Casterman, 1984
Scénario : Jacques Martin - Dessin : Jean Pleyers -  (ISBN 2-203-32201-2)
- 4 Barbe-bleue, Casterman, 1984
Scénario : Jacques Martin - Dessin : Jean Pleyers -  (ISBN 2-203-32202-0)
- 5 La Cathédrale, Casterman, 1985
Scénario : Jacques Martin - Dessin : Jean Pleyers -  (ISBN 2-203-32203-9)
- 6 Le Lys et l'Ogre, Casterman, 1986
Scénario : Jacques Martin - Dessin : Jean Pleyers - Couleurs : Rosanna Crognaletti -  (ISBN 2-203-32204-7)
- 7 L'Alchimiste, Casterman, 1989
Scénario : Jacques Martin - Dessin : Jean Pleyers - Couleurs : Véronique Grobet -  (ISBN 2-203-32205-5)
- 8 Le Secret des templiers, Casterman, 1990
Scénario : Jacques Martin - Dessin : Jean Pleyers - Couleurs : Véronique Grobet -  (ISBN 2-203-32206-3)
- 9 L'Archange, Casterman, 2000
Scénario : Jacques Martin - Dessin : Jean Pleyers - Couleurs : Cégé et Cédric Hervan -  (ISBN 2-203-32209-8)
- 10 Les Sorcières, Casterman, 2008
Scénario : Hugues Payen - Dessin : Thierry Cayman - Couleurs : Jonathan Cayman -  (ISBN 978-2-203-32210-3)
- 11 La Sérénissime, Casterman, 2009
Scénario : Hugues Payen - Dessin : Jean Pleyers - Couleurs : Corinne Pleyers -  (ISBN 978-2-203-01120-5)
- 12 Le Grand Duc d'Occident, Casterman, 2011
Scénario : Hugues Payen - Dessin : Thierry Cayman - Couleurs : Bruno Wesel et Thierry Cayman -  (ISBN 978-2-203-02538-7)
- 13 L'Ombre des Cathares, Casterman, 2012
Scénario : Hugues Payen - Dessin : Jean Pleyers - Couleurs : Corinne Pleyers -  (ISBN 978-2-203-03185-2)
- 14 Draculea, Casterman, 2013
Scénario : Jerry Frissen et Jean-Luc Cornette - Dessin : Jean Pleyers - Couleurs : Corinne Pleyers -  (ISBN 978-2-203-04516-3)
- 15 Les Portes de fer, Casterman, 2013
Scénario : Jerry Frissen et Jean-Luc Cornette - Dessin : Paul Teng - Couleurs : Véronique Robin -  (ISBN 978-2-203-07403-3)
- 16 La Peste, Casterman, 2017
Scénario : Jerry Frissen et Jean-Luc Cornette - Dessin : Paul Teng - Couleurs : Véronique Robin -  (ISBN 978-2-203-12157-7)
- 17 Le Procès de Gilles de Rais, Casterman, 2019
Scénario : Néjib - Dessin : Jean Pleyers - Couleurs : Corinne Pleyers -  (ISBN 978-2-203-14895-6)
- 18 Le Conquérant, Casterman, 2020
Scénario : Valérie Mangin - Dessin : Paul Teng - Couleurs : Céline Labriet -  (ISBN 978-2-203-17260-9)
- 19 Jeanne des Armoises, Casterman, 2022
Scénario : Néjib - Dessin : Jean Pleyers - Couleurs : Corinne Pleyers -  (ISBN 978-2-203-19834-0)
- 20 La Louve céleste, Casterman, 2025
Scénario : Néjib - Dessin : Jean Pleyers - Couleurs : Corinne Pleyers - En production
- 21 Le Prince noir, Casterman, 2025
Scénario :  Roger Seiter  - Dessin : Robert Paquet - Couleurs :  Florence Fantini - En production

### Intégrales
- 1 La Trilogie Gilles de Rais, Casterman, 2009
Scénario : Jacques Martin - Dessin : Jean Pleyers -  (ISBN 978-2-203-02294-2)

### Les Voyages de Jhen
Cette série documentaire reprend le principe des Voyages d’Alix.
- 1 Les Baux de Provence, Casterman, 2005
Scénario : Jacques Martin - Dessin : Yves Plateau et Benoît Fauviaux -  (ISBN 2-203-32225-X)
- 2 Paris (1)[7], Casterman, 2006
Scénario : Jacques Martin - Dessin et couleurs : Yves Plateau -  (ISBN 2-203-32221-7)
- 3 Carcassonne, Casterman, 2006
Scénario : Jacques Martin - Dessin : Nicolas Van De Walle - Couleurs : Dhomi -  (ISBN 2-203-32220-9)
- 4 Haut-Koenigsbourg, Casterman, 2006
Scénario : Jacques Martin et Nicolas Mengus - Dessin et couleurs : Yves Plateau -  (ISBN 2-203-32222-5)
- 5 Venise, Casterman, 2007
Scénario : Jacques Martin - Dessin : Enrico Sallustio -  (ISBN 978-2-203-32223-3)
- 6 Strasbourg, Casterman, 2007
Scénario : Jacques Martin, Georges Foessel et Rolland Oberlé - Dessin : Marie Chacon - Couleurs : Muriel Chacon -  (ISBN 978-2-203-32230-1)
- 7 Les Templiers, Casterman, 2008
Scénario : Benoît Despas et Jacques Martin - Dessin : Marco Venanzi - Couleurs : Thierry Faymonville et Matthieu Gauthy -  (ISBN 978-2-203-32229-5)
- 8 Gilles de Rais, Casterman, 2008
Scénario : Jacques Martin - Dessin : Jean Pleyers - Couleurs : Corinne Pleyers -  (ISBN 978-2-203-32231-8)
- 9 Paris 2, ville fortifiée, Casterman, 2009
Scénario : Jacques Martin - Dessin : Yves Plateau -  (ISBN 978-2-203-32224-0)
- 10 L'Abbaye de Villers[8], Casterman, 2010
Scénario : Jacques Martin et Michel Dubuisson - Dessin : Yves Plateau -  (ISBN 978-2-203-03186-9)
- 11 Bruges, Casterman, 2011
Scénario : Jacques Martin et Marc Ryckaert - Dessin : Ferry - Couleurs : Hilde Manhaeve -  (ISBN 978-2-203-32232-5)
- 12 Bruxelles, Casterman, 2011
Scénario : Jacques Martin et Jean-Marc Fagard - Dessin et couleurs : Nicolas Van De Walle -  (ISBN 978-2-203-32234-9)
- 13 Le Mont-Saint-Michel, Casterman, 2012
Scénario : Jacques Martin - Dessin et couleurs : Yves Plateau -  (ISBN 978-2-203-01841-9)
- 14 Paris, Casterman, 2013
Scénario : Jacques Martin - Dessin et couleurs : Yves Plateau -  (ISBN 978-2-203-07535-1)
- 15 L'Abbaye de Stavelot, Casterman, 2014
Scénario : Jacques Martin - Dessin : Mathieu Barthélémy et Marco Venanzi -  (ISBN 978-2-203-07098-1)
- 16 Le Vatican, Casterman, 2014
Scénario : Jacques Martin et Ruben Montovani - Dessin : Enrico Sallustio -  (ISBN 978-2-203-03658-1)
- 17 Les chemins de Compostelle, Casterman, 2018
Scénario : Jacques Martin et Arnaud de la Croix - Dessin : Yves Plateau -  (ISBN 978-2-203-09035-4)
- 18 Le château de Malbrouck, Casterman, 2019
Scénario : Jacques Martin, Marc Houver et Jean-François Patricole - Dessin : Olivier Weinberg, Pierre Legein et Yves Plateau - Couleurs : Emmanuel Bonnet -  (ISBN 978-2-203-17254-8)